# Mark Webber
Pour les articles homonymes, voir Mark Webber (homonymie) et Webber.
Mark Webber, né le 27 août 1976 à Queanbeyan (Australie), est un pilote automobile australien qui a disputé le championnat du monde de Formule 1 de 2002 à 2013, totalisant neuf victoires avec Red Bull, terminant à trois reprises troisième du championnat (2010, 2011 et 2013) et contribuant sur la même période à l'obtention de quatre titres constructeurs de son écurie, tandis que son coéquipier Sebastian Vettel remporte quatre titres des pilotes. Il se consacre ensuite à l'endurance avec Porsche de 2014 à 2016 et est sacré champion du monde en 2015.
Après avoir débuté dans des championnats locaux de Formule Ford et Formule Holden en Australie, Webber poursuit sa carrière au Royaume-Uni en 1995. Troisième du championnat international de Formule 3000 en 2000 puis vice-champion 2001, où il bat le futur champion du monde Fernando Alonso, Webber fait ses débuts en Formule 1 en 2002 au sein de l'écurie Minardi, alors rachetée par son compatriote Paul Stoddart. Il parvient à marquer des points dès sa première course, à domicile. L'année suivante, il est recruté par Jaguar pour deux saisons en tant que premier pilote. Au sein d'une équipe instable, Webber parvient à terminer régulièrement dans les points en 2003 et à devancer ses équipiers. Après une saison 2004 plutôt terne, il rejoint l'écurie Williams en 2005 et décroche son premier podium dans les rues de la principauté monégasque. À l'issue d'une saison 2006 extrêmement difficile, Webber quitte Williams et signe pour l'équipe Red Bull, où il reste jusqu'à la fin de sa carrière en F1.
Après deux saisons en demi-teintes, Webber connait ses premiers succès en 2009 où il remporte sa première victoire au Grand Prix d'Allemagne. Il parvient à être dans la course au titre pendant un certain temps et décroche au total huit podiums lors de cette saison, dont une deuxième victoire au Brésil. Il réalise ensuite la meilleure saison de sa carrière en 2010, en montant dix fois sur le podium et en décrochant quatre victoires en Espagne, à Monaco, en Grande-Bretagne et en Hongrie. Il s'affiche comme l'un des principaux candidats au titre de champion du monde cette année-là mais échoue à décrocher la couronne mondiale lors de la dernière course et se classe finalement troisième du championnat après l'avoir longtemps mené et après une longue rivalité avec son équipier Sebastian Vettel. La saison suivante, il termine une nouvelle fois troisième du classement général et décroche également dix podiums dont une nouvelle victoire au Brésil, sans être toutefois en mesure de jouer le titre. En 2012, Webber parvient de nouveau à s'affirmer comme un prétendant au titre durant la première moitié de saison en faisant jeu égal avec son équipier Vettel et en remportant deux nouvelles victoires à Monte-Carlo et à Silverstone. Cependant, il ne parvient pas à rester dans la course au titre mondial durant la seconde moitié de saison en raison de plusieurs abandons et de l'absence de nouvelles victoires. Il termine finalement sixième du championnat. En parallèle, Mark Webber a également été pendant longtemps le directeur de l'association des pilotes de F1, le GPDA.
Le 27 juin 2013, il annonce qu'il se retire de la Formule 1 à la fin de la saison pour partir disputer le championnat du monde d'endurance au sein de l'écurie Porsche en LMP1. Au volant de la 919 Hybrid, il monte trois fois sur le podium pour sa première saison puis remporte le championnat du monde en 2015 avec quatre victoires. La saison 2016 est la dernière de sa carrière, il remporte à nouveau quatre succès et termine quatrième du championnat. En parallèle, il rejoint la BBC comme consultant et reporter occasionnel pour les saisons 2014 et 2015 de F1 puis rejoint Channel 4 à partir de 2016 pour couvrir le championnat du monde à temps plein. Le 13 octobre 2016, il annonce mettre définitivement un terme à sa carrière de pilote et devient ambassadeur pour Porsche ainsi que consultant à la télévision pour la F1 et le WEC. Il est également, depuis 2020, le manager de son compatriote Oscar Piastri, qui débute en Formule 1 en 2023 avec McLaren.

## Biographie

### Les débuts
Après avoir débuté en moto, Mark Webber s'initie au karting en 1991. En 1994, à 18 ans, il dispute le championnat d'Australie de Formule Ford et ses bons résultats lui permettent de partir en Angleterre. En 1996, pour sa deuxième saison, il termine deuxième du championnat de Grande-Bretagne de Formule Ford et remporte le Formula Ford Festival de Brands Hatch, coupe du monde officieuse de la discipline. En 1997, Webber accède au championnat britannique de Formule 3 ; malgré de bons résultats, il se retrouve rapidement confronté au manque de budget. Au cours de l'été, il est sur le point de mettre un terme à sa carrière lorsqu'il reçoit une aide financière providentielle de David Campese, la légende du rugby australien, qui permet de finir quatrième du classement général et d'être repéré par Mercedes qui en fait l'un de ses pilotes officiels en championnat FIA GT pour la saison 1998 (victoire à Hockenheim, au Hungaroring et à Donington notamment).
Associé à Bernd Schneider, Webber remporte cinq courses mais s'incline au championnat derrière l'autre duo Mercedes, constitué de Klaus Ludwig et de Ricardo Zonta. En 1999, Mercedes se retire du championnat FIA GT pour concentrer ses efforts sur les 24 Heures du Mans. La participation de Webber au Mans manque de se conclure en drame : à cause d'un défaut aérodynamique, sa Mercedes-Benz CLR part dans une série de loopings lors des essais puis lors du warm-up du samedi matin ; durant la course, le pilote écossais Peter Dumbreck connaît la même mésaventure sur une autre voiture de la marque. Webber s'en sort à chaque fois sans la moindre blessure.
Refroidi par son expérience au Mans, Webber décide de retrouver la monoplace. En 2000, il est recruté par l'écurie de Formule 3000 Eurobet Arrows, considérée comme l'équipe junior de l'écurie de Formule 1 Arrows, dirigée par son compatriote Paul Stoddart. Compte-tenu des liens entre Eurobet Arrows et Arrows, il effectue ses premiers tours en Formule 1 en tant que pilote-essayeur. Troisième du championnat pour sa première saison, Mark Webber devient pilote-essayeur pour Benetton Formula à la fin de l'année. Cette position n'est pas remise en cause lorsque, quelques mois plus tard, Renault rachète Benetton. Flavio Briatore le prend sous son aile en lui faisant signer un contrat de management à long terme. Parallèlement, il dispute une deuxième saison de F3000 pour le compte de l'écurie Super Nova Racing. Bien que favori du championnat, Webber commet plusieurs erreurs de pilotage qui lui coutent le titre, au bénéfice du Britannique Justin Wilson.

### La Formule 1

#### 2002: débuts chez Minardi

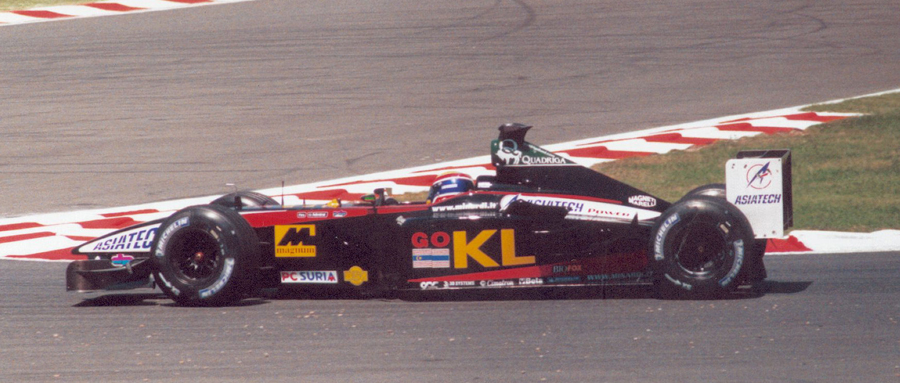
Mark Webber sur Minardi PS02 à Magny-Cours en 2002.

En 2002, Flavio Briatore finance l'accession de Webber en Formule 1 en le plaçant au sein de la Scuderia Minardi dirigée par Paul Stoddart. À 26 ans, il est le premier Australien en Formule 1 depuis David Brabham en 1994. Dès sa première course, à domicile à Melbourne, il marque les deux points de la cinquième place en profitant notamment du violent carambolage du départ qui a éliminé près de la moitié du peloton. Dans les derniers tours de la course il résiste à la Toyota de Mika Salo qui part finalement à la faute. Pour saluer cet exploit, les organisateurs de l'épreuve font une entorse au protocole en permettant à Webber et Stoddart de célébrer leur performance sur le podium après la cérémonie officielle.
Le reste de la saison le voit évoluer en fond de grille, niveau habituel d'une Minardi. Il obtient quelques résultats honorables, comme une huitième place en France. Dans la fournaise hongroise, il termine la course privé de tout ravitaillement en boisson. S'il n'est pas en mesure de renouveler sa performance réalisée à domicile, Webber s'affirme comme la révélation de l'année et termine cette première saison seizième, Minardi terminant devant Toyota et Arrows au classement des constructeurs.

#### 2003-2004: les années Jaguar

##### 2003

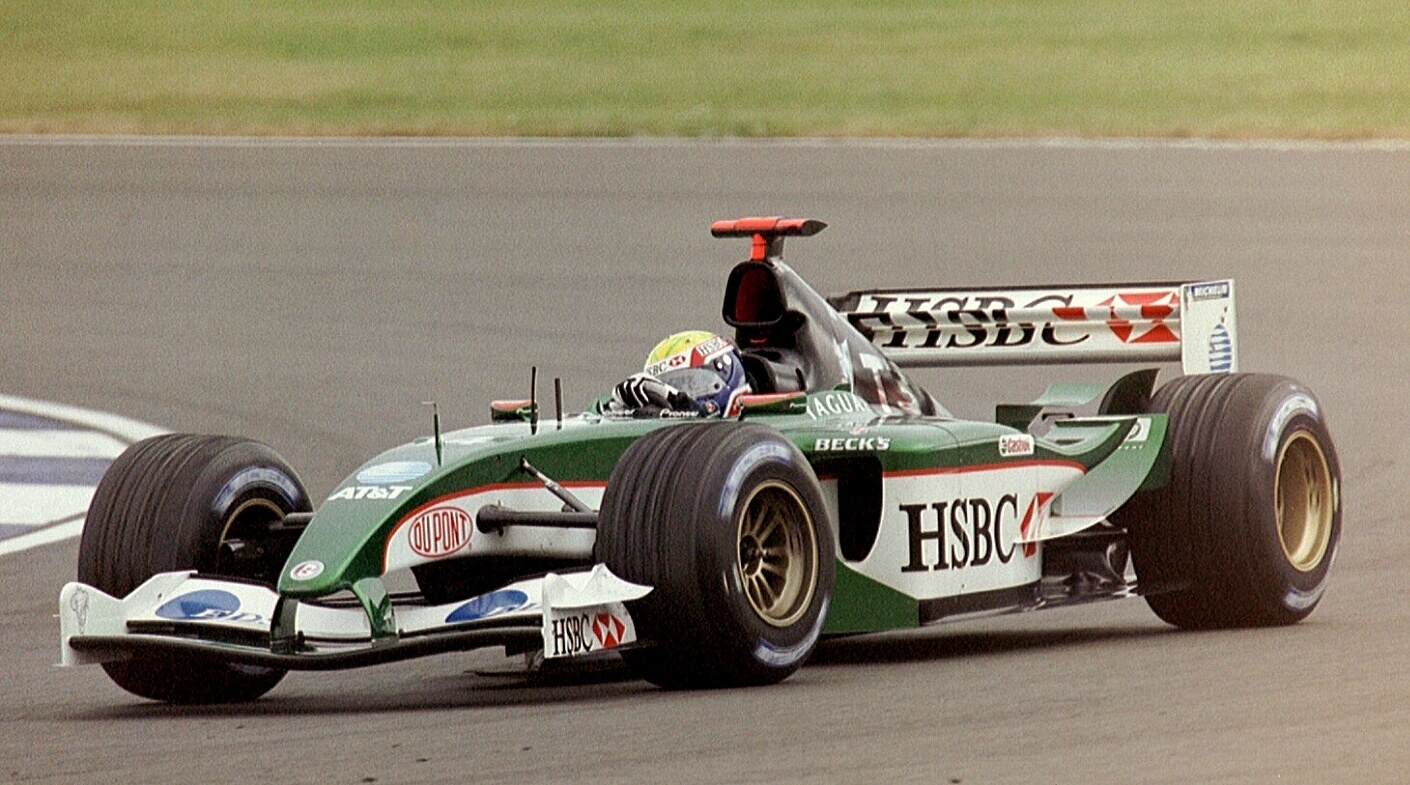
Mark Webber au Grand Prix de Grande-Bretagne 2003.

L'Australie pense avoir trouvé son nouveau prodige et, en 2003, Webber est recruté par Jaguar. Malgré un début de championnat difficile avec quatre abandons (dont un violent accident au Brésil) lors des quatre premières courses, sa régularité lui permet ensuite de marquer dix-sept des dix-huit points de Jaguar cette saison et de mener le Grand Prix des États-Unis durant deux tours à la faveur des ravitaillements. Toutefois, il ne parvient pas à faire mieux que sixième, au Nürburgring, à Magny-Cours et à Budapest, et son meilleur résultat reste celui obtenu avec Minardi en 2002. Il prend l'ascendant sur ses deux coéquipiers, Antônio Pizzonia dans un premier temps puis son ancien rival de F3000 Justin Wilson et finit le championnat dixième, le meilleur résultat d'un pilote Jaguar.

##### 2004

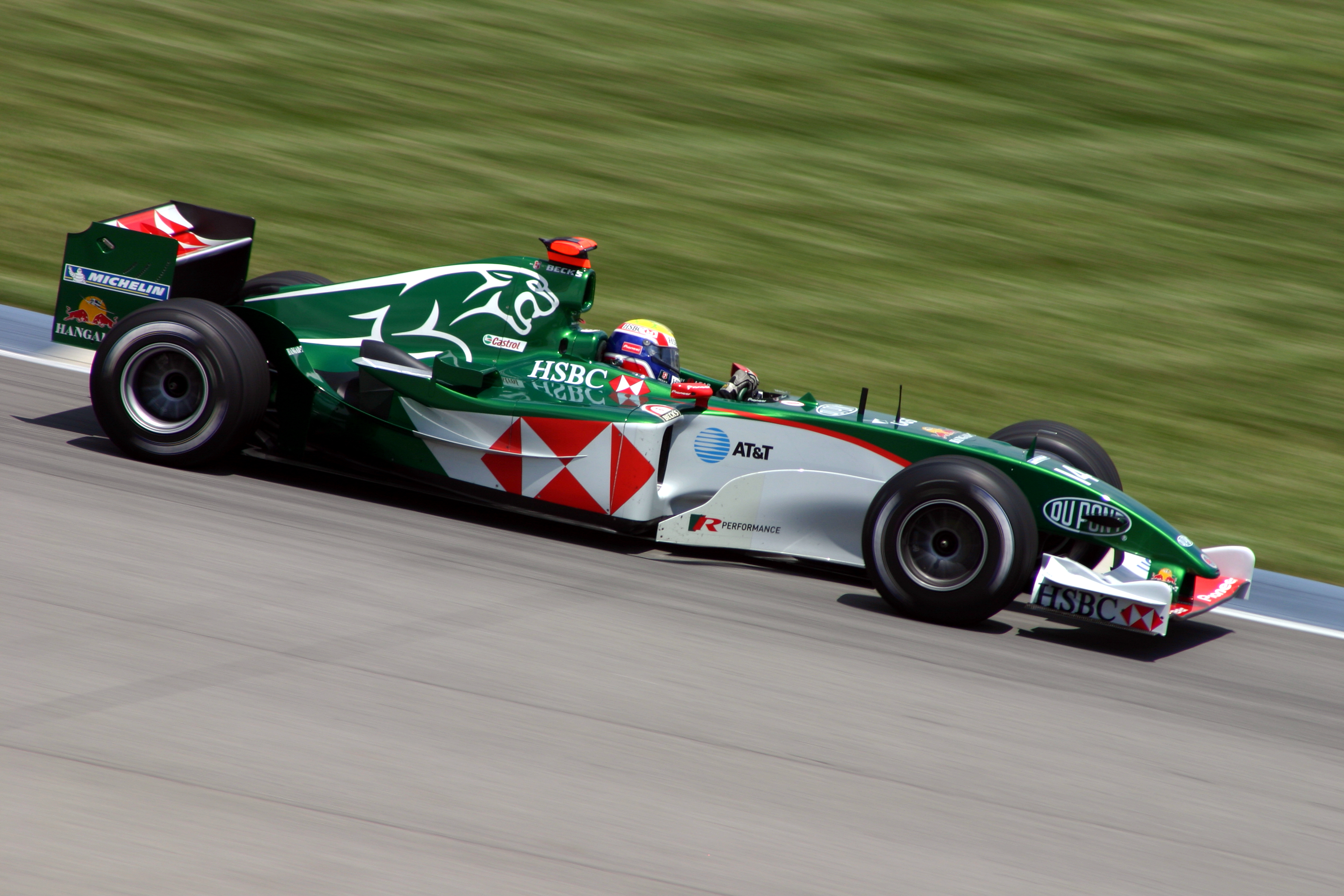
Mark Webber au volant de la Jaguar R5 à Indianapolis en 2004.

2004 est beaucoup moins bonne, bien qu'il commence la saison en se qualifiant en première ligne aux côtés de Michael Schumacher en Malaisie ; il rate son départ et abandonne peu après sur tête-à-queue. La Jaguar R5 est une monoplace médiocre qui ne peut lui permettre d'atteindre la zone des points à la régulière. Il en inscrit sept, son meilleur résultat étant une sixième place à Hockenheim. Il aurait pu faire mieux s'il n'avait été pris dans des incidents, notamment avec son équipier Christian Klien avec lequel il s'accroche à deux reprises, au départ du Grand Prix du Canada et au Brésil. Treizième du championnat, Mark Webber est déçu de cette seconde saison avec Jaguar.

#### 2005-2006: les années Williams

##### 2005

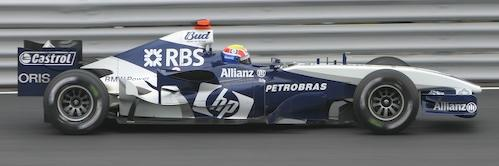
Mark Webber au Grand Prix du Canada 2005.

Frank Williams recrute le pilote australien chez Williams mais, en début d'année, les performances de Webber sont en décalages entre les essais et les courses : très rapide lors des qualifications et toujours qualifié parmi les cinq premiers, il rate souvent ses départs et se retrouve impliqué dans plusieurs accrochages comme avec Giancarlo Fisichella à Sepang ou Juan Pablo Montoya au Nürburgring. Malgré ces incidents, il se montre très régulier puisqu'il termine six fois dans les points lors des huit premières courses et obtient son premier podium à Monaco en terminant troisième après une longue lutte avec Fernando Alonso dans les derniers tours.
En deuxième partie de saison, Webber rapporte à l'équipe quelques places d'honneur mais sa Williams n'est alors plus à la hauteur, après que BMW annonce quitter Williams en tant que motoriste pour racheter Sauber, stoppant ainsi tout développement de la monoplace. Les Williams se retrouvent plus proche du milieu de peloton que des Renault et des McLaren en début de saison. Webber termine quatrième à Spa et Suzuka. À Interlagos, comme l'année précédente avec Christian Klien, sa course est ruinée après un accrochage avec son équipier Antônio Pizzonia qu'il a déjà côtoyé chez Jaguar. Il finit le championnat dixième avec trente-six points, son meilleur résultat avec la saison 2003 et son plus gros score depuis ses débuts dans la discipline. Le bilan est donc plutôt satisfaisant pour Webber mais aussi légèrement décevant pour un pilote qui était placé en début de saison parmi les outsiders pour le titre de champion du monde.

##### 2006

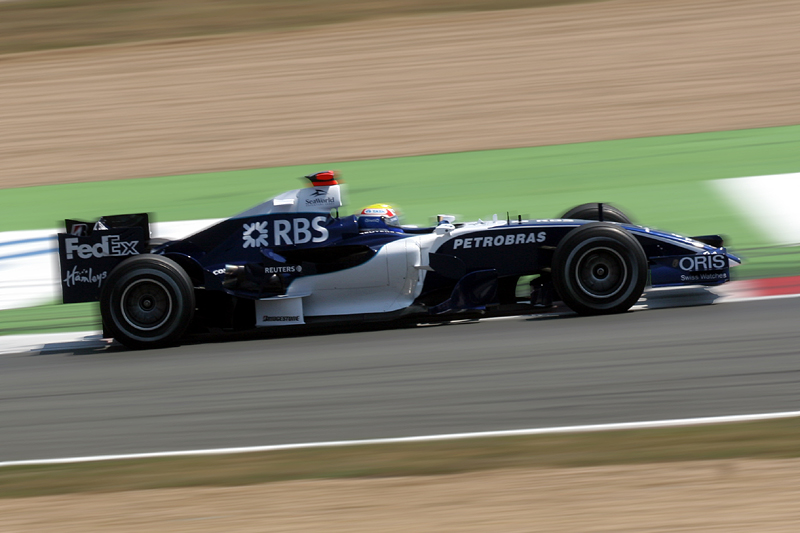
Mark Webber au Grand Prix de France 2006.

En 2006, Mark poursuit avec Williams, passée au moteur Cosworth. La saison est très difficile pour lui et son équipe à cause d'une monoplace à la fiabilité aléatoire. À Bahreïn, pour l'ouverture du championnat, il finit sixième mais en Malaisie les ennuis commencent avec une casse moteur alors qu'il était qualifié quatrième. Le sort s'acharne sur Webber en Australie où, qualifié septième, il mène la course durant deux tours avant de se ranger sur le côté après une casse de transmission. Après trois points acquis à Imola et un dépassement sur Kimi Räikkönen, les soucis techniques reviennent et conduisent à un abandon en Europe et une neuvième place en Espagne. L'exemple le plus frustrant de cette saison est à Monaco où, qualifié deuxième derrière Alonso et devant Räikkönen, il mène durant un tour avant d'abandonner sur un problème technique au quarante-huitième tour alors qu'il était troisième.
Le reste de la saison est pire ; il s'accroche au départ en Grande-Bretagne puis termine le Grand Prix du Canada loin des points, en douzième position. Un nouvel accrochage survient aux États-Unis, un pneu éclate en France et, quinze jours plus tard, en Allemagne, son moteur le trahit alors qu'il était cinquième. Après une sortie de piste en Hongrie, il voit le bout du tunnel en Turquie avec une dixième place. À Monza, où les moteurs sont pourtant très sollicités, il finit dixième avec son fragile Cosworth et marque les premiers points de Williams depuis le Grand Prix d'Europe à Shanghai, où il termine huitième. Victime d'un accident au Japon, il est percuté par son équipier Nico Rosberg au Brésil lors du départ : pour la troisième fois de suite, il abandonne à Interlagos après un accrochage avec son équipier. Il termine la saison quatorzième du championnat avec sept points.

#### 2007-2013: les années Red Bull

##### 2007

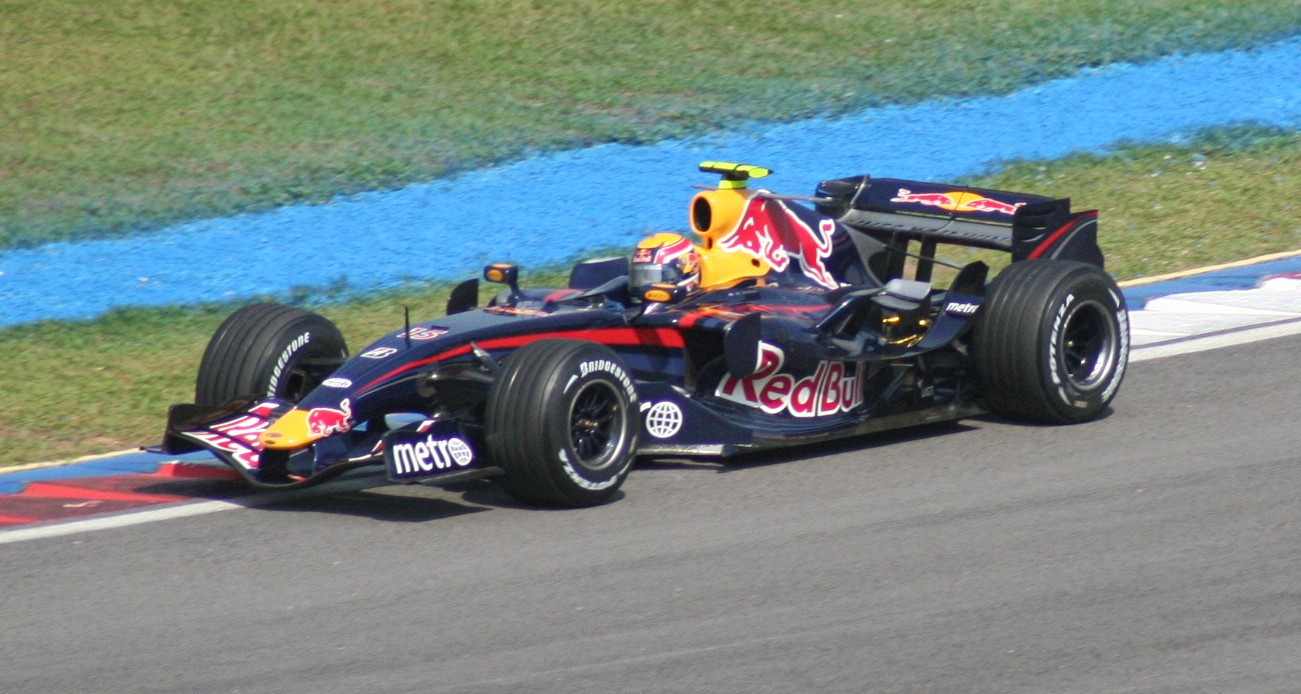
Mark Webber au Grand Prix de Malaisie 2007.

En 2007, Mark quitte Williams, en pleine restructuration avec l'arrivée de Toyota comme motoriste, pour la jeune équipe Red Bull motorisée par Renault ; une équipe qu'il connaît déjà puisque issue du rachat de Jaguar. Si la RB3, qui ressemble aux précédentes McLaren à cause de l'arrivée d'Adrian Newey présente un bon potentiel, le début de saison est difficile pour Webber et son équipier David Coulthard. Il ne marque aucun point lors des six premières courses de l'année puis se classe septième aux États-Unis. Il marque ensuite au Grand Prix d'Europe, sur le Nürburgring. Le Grand Prix, neutralisé au bout de quatre tours à cause de la pluie, est relancé et Webber, profitant des déboires de ses concurrents, remonte à la troisième place qu'il conserve malgré la pression d'Alexander Wurz, montant sur le deuxième podium de sa carrière.
Il marque à nouveau en finissant septième en Belgique puis se fait remarquer au Grand Prix du Japon alors qu'un déluge s'abat sur le circuit ; il évite les pièges et atteint la deuxième place jusqu'à l'intervention de la voiture de sécurité à vingt tours du but. Il est alors percuté par le débutant Sebastian Vettel et abandonne, perdant ainsi un très probable podium. La dernière course de la saison, au Brésil, le voit s'élancer cinquième mais il abandonne sur un souci technique. Il finit le championnat douzième avec dix points, derrière son équipier David Coulthard et est reconduit pour une saison supplémentaire.

##### 2008

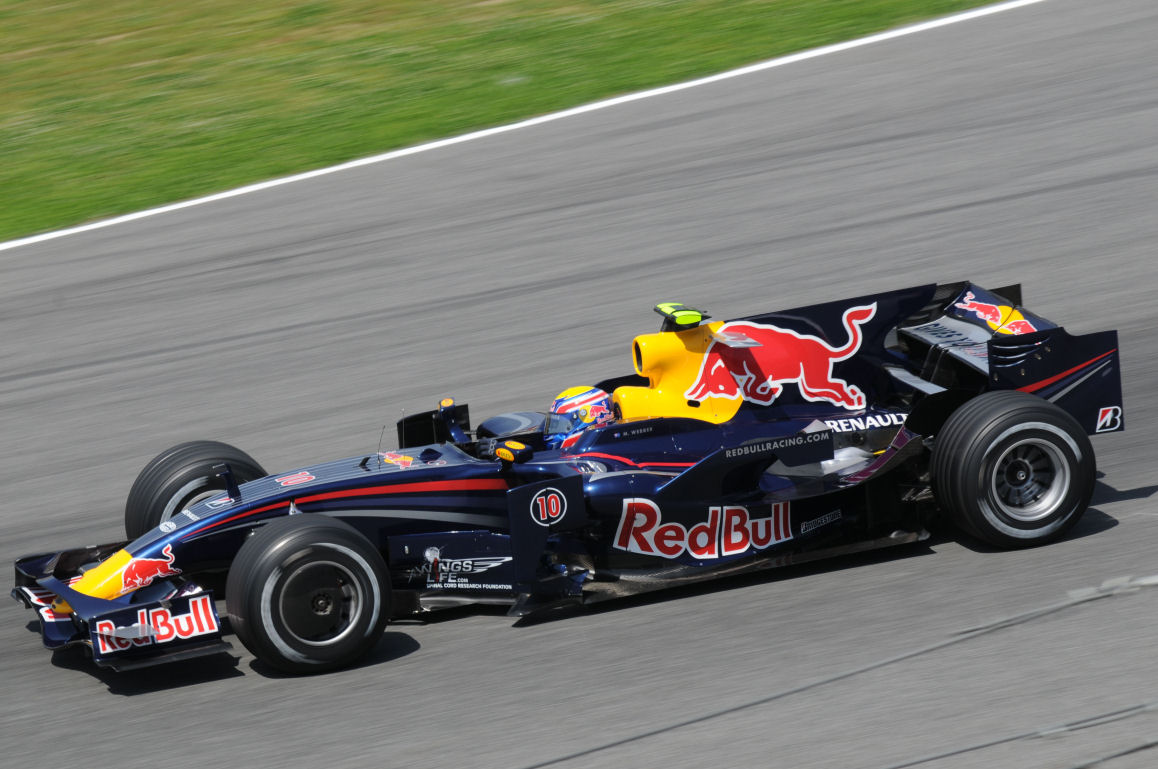
Mark Webber au Grand Prix d'Espagne en 2008.

Dès le début de la saison 2008, la Red Bull est rapide et fiable, ce qui lui permet de finir six fois dans les points lors des huit premières courses. Il réalise sa meilleure performance à Monaco, avec une quatrième place. Il semble avoir pris un réel ascendant sur son coéquipier Coulthard dont c'est la dernière saison. Paradoxalement, malgré ces bonnes performances, Webber ne parvient pas à obtenir de podium.
La deuxième partie de saison est en revanche moins bonne. La Red Bull perd peu à peu toutes ses capacités, au profit de « l'équipe B » Toro Rosso qui se mêle à la lutte pour le podium voire pour la victoire. Webber obtient quelques points grâce à trois huitièmes places à Spa, Monza et au Mont Fuji. Au Grand Prix d'Italie, il se qualifie troisième, la pole position revenant au pilote Toro Rosso Sebastien Vettel, vainqueur le lendemain tandis que Webber se contente d'un point. Webber termine la saison onzième avec 21 points, deux fois plus que la saison précédente.

##### 2009

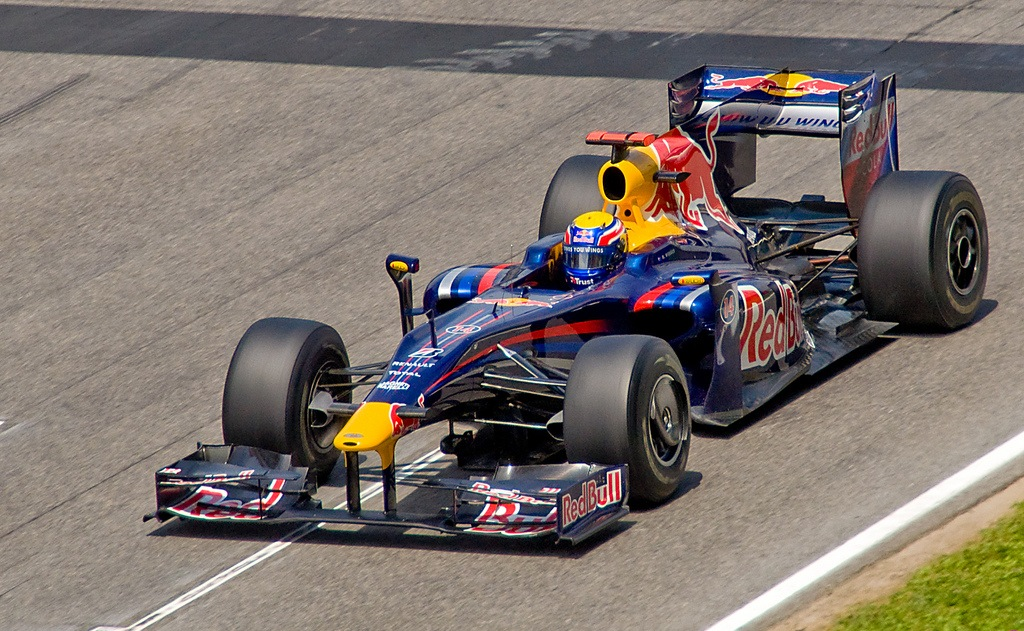
Mark Webber au Grand Prix d'Espagne 2009.

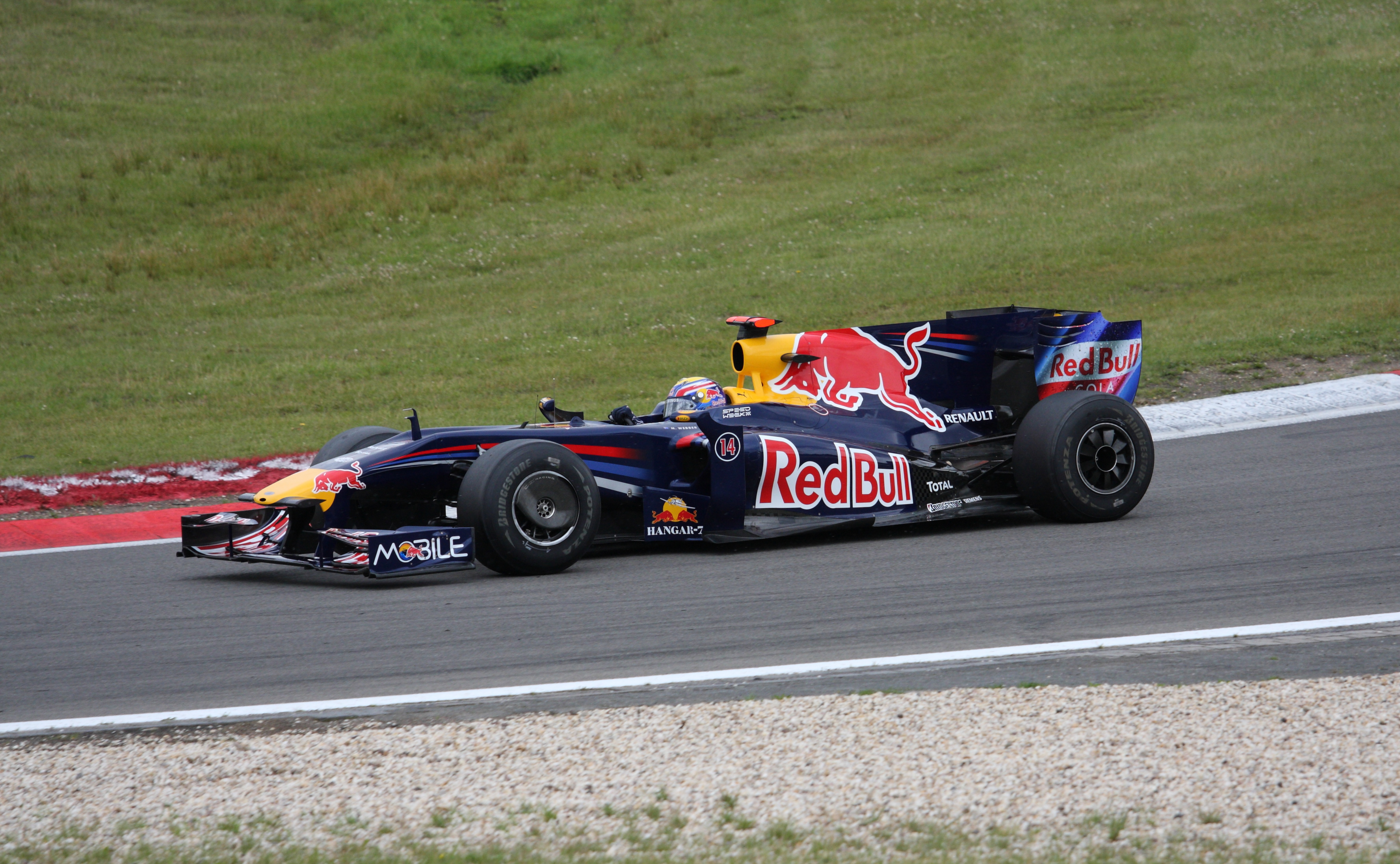
Mark Webber remporte la première victoire de sa carrière au Grand Prix d'Allemagne 2009.

En 2009, l'Australien poursuit avec Red Bull où, Coulthard retraité, son nouvel équipier est le jeune Sebastian Vettel. Durant l'hiver, Webber est renversé par une voiture alors qu'il participait à une course caritative qu'il organise dans son pays et se fracture la jambe. Grâce à une intense rééducation, il est prêt pour le premier Grand Prix à Melbourne mais il boitera pendant de nombreux mois. La nouvelle réglementation technique bouleverse la hiérarchie entre les écuries et la Red Bull RB5 créée par Adrian Newey se révèle être une des meilleures voitures du plateau. Les Brawn de Jenson Button et de Rubens Barrichello dominent toutefois la première partie de la saison. Le début de championnat de Webber est difficile : accrochage au départ en Australie, sixième place en Malaisie. En Chine, sous la pluie, parfait dauphin de Vettel, il permet à Red Bull de réaliser son premier doublé ; cette deuxième place est son meilleur classement depuis ses débuts.
Après une course catastrophique à Bahreïn, Webber enchaîne les bons résultats : troisième en Espagne, cinquième à Monaco, deuxième en Turquie, il se rapproche de plus en plus de son premier succès et des premières places du classement général. À nouveau deuxième derrière Vettel à Silverstone, Webber obtient sa première pole position au Grand Prix d'Allemagne, sur le Nürburgring. Le départ de la course se déroule pourtant mal puisqu'il subit deux légers contacts avec Barrichello puis Lewis Hamilton et se retrouve second derrière le Brésilien. La FIA le juge responsable du choc avec Barrichello et le pénalise. Webber reprend néanmoins la tête de la course après le ravitaillement de Barrichello et remporte sa première victoire, à presque 33 ans et après 130 courses. Après une troisième place à Budapest, il est deuxième du classement général, à dix-huit points et demi de Button mais il enchaîne une série de cinq courses consécutives sans point, ce qui annihile ses chances de titre. L'Australien est souvent impliqué dans des incidents de course, comme à Monza où il est expédié dehors à la première chicane par Robert Kubica. Il se rattrape cependant au Brésil avec une seconde victoire, éclipsée par le titre mondial de Button. Lors de la dernière course, à Abou Dabi, il sauve in extremis sa deuxième place devant Button, très pressant en fin de course. Mark Webber finit quatrième du championnat du monde 2009, son meilleur résultat depuis ses débuts.

##### 2010

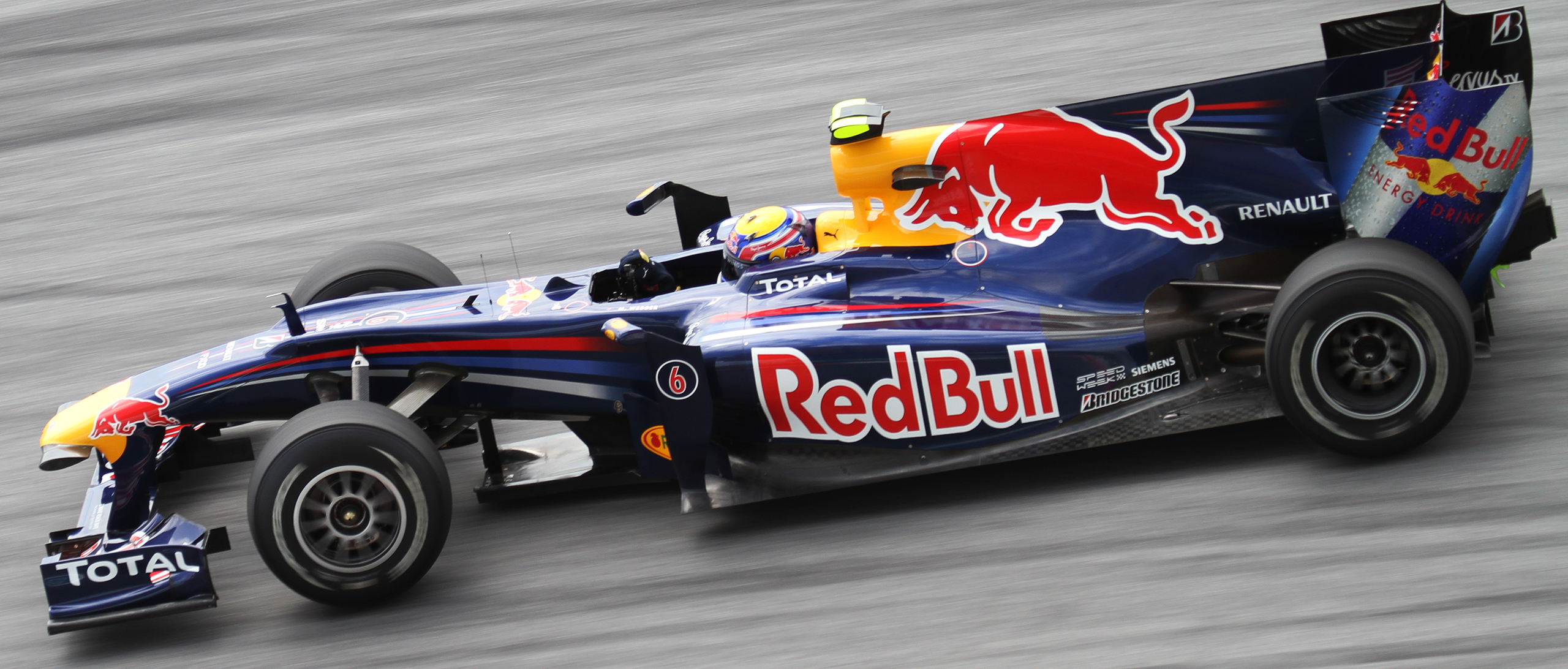
Mark Webber à Sepang en 2010.

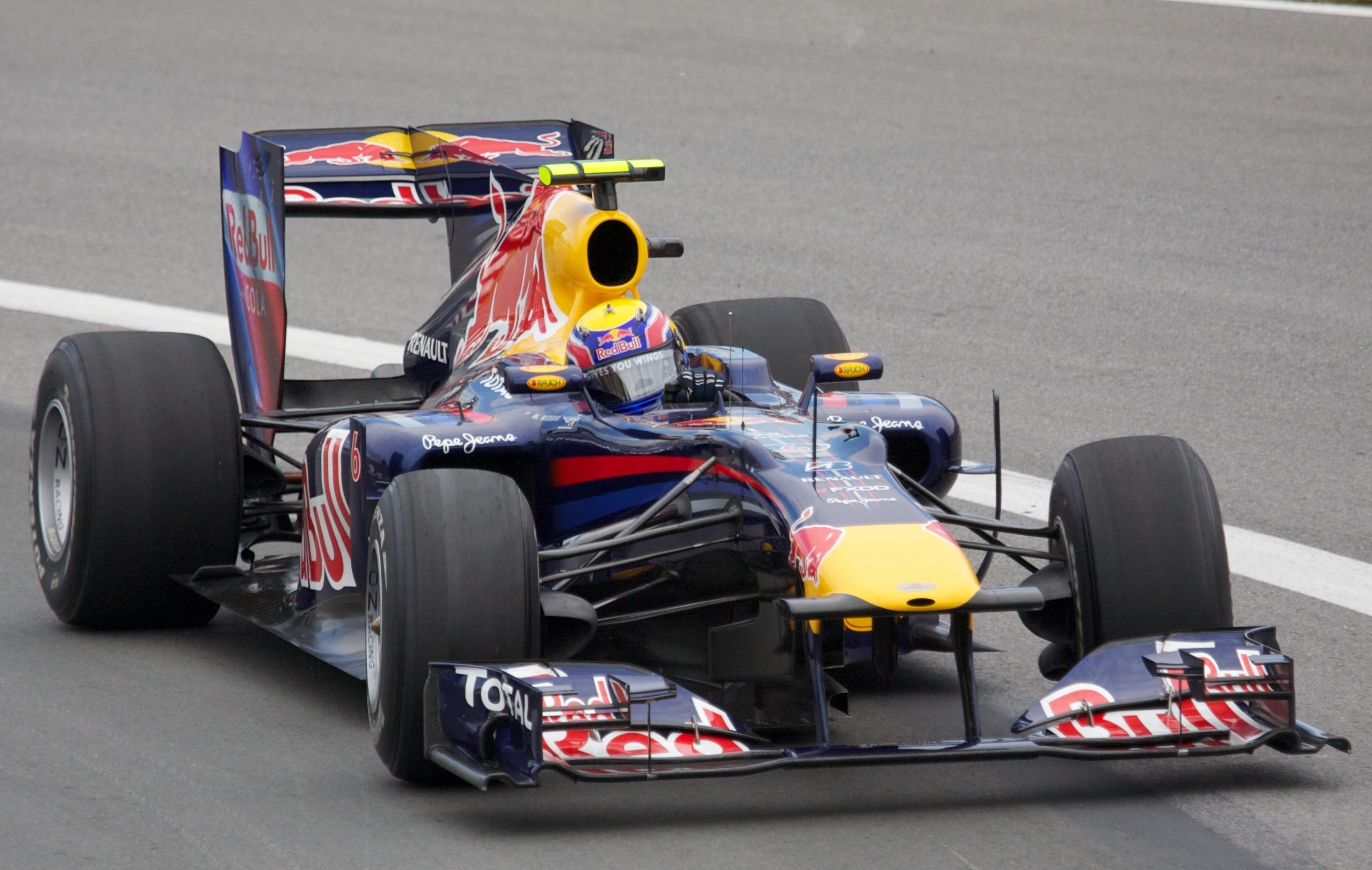
Mark Webber au Canada en 2010.

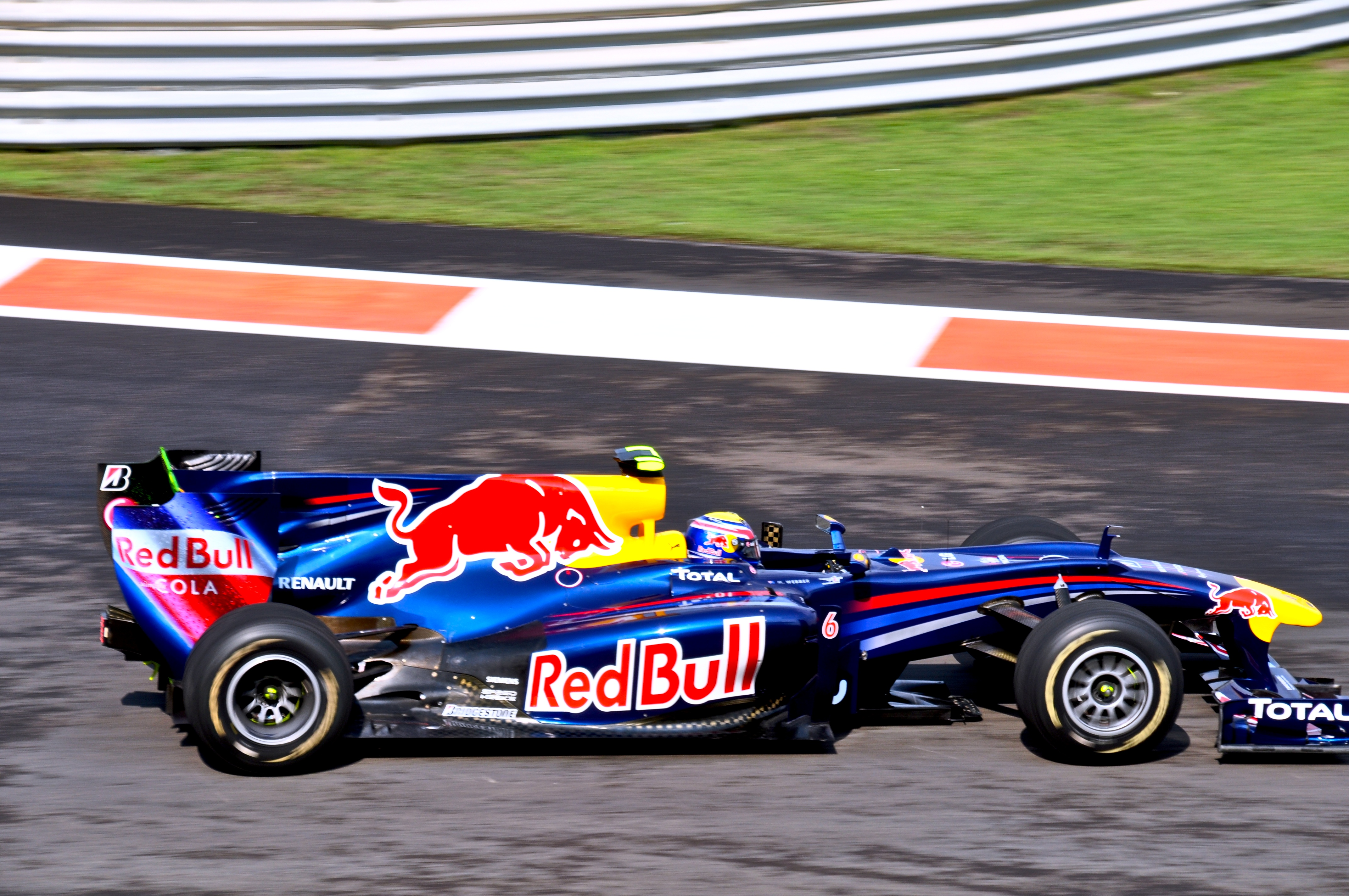
Mark Webber à Abou Dabi en 2010.

En 2010, pour sa quatrième saison avec Red Bull, Webber est un des favoris pour le titre, tant la nouvelle Red Bull RB6 semble supérieure à la concurrence. Comme d'habitude cependant, il rate son début de saison. Ce n'est que lors de la troisième course, en Malaisie, qu'il lance sa saison. En pole position, il est dépassé au départ par son équipier Sebastian Vettel qui remporte la course, Webber assurant le doublé. Une rivalité naît entre le jeune loup couvé par Red Bull et le vétéran décidé à ne pas laisser passer sa dernière chance d'être titré. Alors que tout le monde pense que Vettel a pris l'ascendant dans l'équipe, Webber démontre, lors du retour en Europe, qu'il n'en est rien. Exploitant mieux ses pneumatiques que son rival, il remporte le Grand Prix d'Espagne après avoir réalisé la pole position et récidive à Monaco. Au Grand Prix de Turquie, Webber réalise sa troisième pole consécutive. En course, il est harcelé par Vettel et les deux McLaren d'Hamilton et Button. Au quarantième tour, dans la ligne droite précédent la dernière chicane, Vettel tente un dépassement par l'extérieur malgré la farouche résistance de son coéquipier, se rabat trop tôt et les deux voitures se touchent. Vettel abandonne tandis que Webber, avec un aileron cassé, sauve une troisième place ; l'incident offre un doublé à McLaren. Deux clans apparaissent dans l'écurie : un, plutôt minoritaire, favorable à Webber, et un groupe pro-Vettel dirigé par Helmut Marko. Christian Horner, officiellement neutre, fait sentir qu'il ne veut pas faire porter la responsabilité de l'accrochage à Vettel.
Webber se classe cinquième au Canada et subit un grave accident sur le circuit urbain de Valence ; au huitième tour du Grand Prix d'Europe, il tente de dépasser Heikki Kovalainen, beaucoup plus lent mais les deux hommes se comprennent mal. La Red Bull décolle sur la Lotus et part en looping, rebondissant sur le toit avant d'échouer dans les murs de pneus. Webber s'en tire avec une petite commotion cérébrale qui n'est révélée qu'en fin d'année. Hamilton a entretemps pris la tête du championnat tandis que Vettel est passé devant Webber. Son châssis détruit dans l'accident à Valence, Webber reçoit un ancien châssis de Vettel pour le Grand Prix de Grande-Bretagne. Le samedi avant la course, Vettel ayant cassé son aileron avant aux essais, Horner fait monter sur sa monoplace un nouvel aileron plus performant monté à l'origine sur la voiture de Webber, obligé de disputer la course avec une ancienne version de l'aileron. Ayant compris le rôle de porteur d'eau qu'on veut lui faire jouer, l'Australien est décidé à en découdre le lendemain. Second sur la grille tandis que Vettel est en pole position, Webber force le passage : Vettel sort de la piste et crève, ce qui ruine sa course. Webber remporte l'épreuve devant Hamilton. Alors qu'Horner veut le féliciter, il lui réplique un cinglant « Pas mal pour un no 2 ? » Désormais, les deux équipiers vont s'ignorer jusqu'à la fin de la saison.
Après un décevant Grand Prix d'Allemagne où il termine sixième, Webber remporte une nouvelle victoire en Hongrie après que Vettel a reçu une sévère pénalité tandis qu'il menait. Il reprend la tête du championnat tandis que les critiques pleuvent sur son rival. À l'automne, il se classe deuxième derrière Hamilton à Spa et septième à Monza sur un circuit difficile pour sa monoplace. À Singapour, il s'accroche avec Hamilton qui abandonne et perd toute chance de titre tandis que Webber finit troisième. Il aborde les quatre dernières manches avec onze points d'avance sur Fernando Alonso mais juste avant le Grand Prix du Japon, il est victime d'un nouvel accident de vélo et se fracture légèrement l'épaule. Seuls le médecin de la FIA et son préparateur physique sont prévenus. Dès lors incapable de devancer Vettel, il finit second, derrière l'Allemand, à Suzuka et conserve 14 points d'avance sur Alonso et Vettel. En Corée du Sud, sous la pluie, il commet sa première grosse erreur de la saison en tapant le mur avant de revenir en piste et percuter Nico Rosberg. Vainqueur, Alonso prend la tête du championnat. Au Brésil, Vettel mène la course devant Webber et Alonso. L'Australien espère qu'Horner va demander à Vettel de s'effacer mais celui-ci a encore ses chances à défendre au championnat et les trois hommes finissent dans cet ordre. Avant la dernière manche, à Abou Dabi, Alonso est en tête avec 246 points contre 238 à Webber et 231 à Vettel. Webber ne réalise que le cinquième temps des qualifications tandis que Vettel est en pole position et Alonso troisième. Après un difficile début de course, il perd le titre en frottant un mur avec une de ses roues arrière. Obligé de stopper pour changer de pneus, il se retrouve englué dans le peloton. Alonso copie sa stratégie et se retrouve dans la même situation, laissant le titre de champion du monde à Vettel. Webber finit ce qui devait être la course de sa vie à la huitième place et termine troisième du championnat avec 242 points.

##### 2011

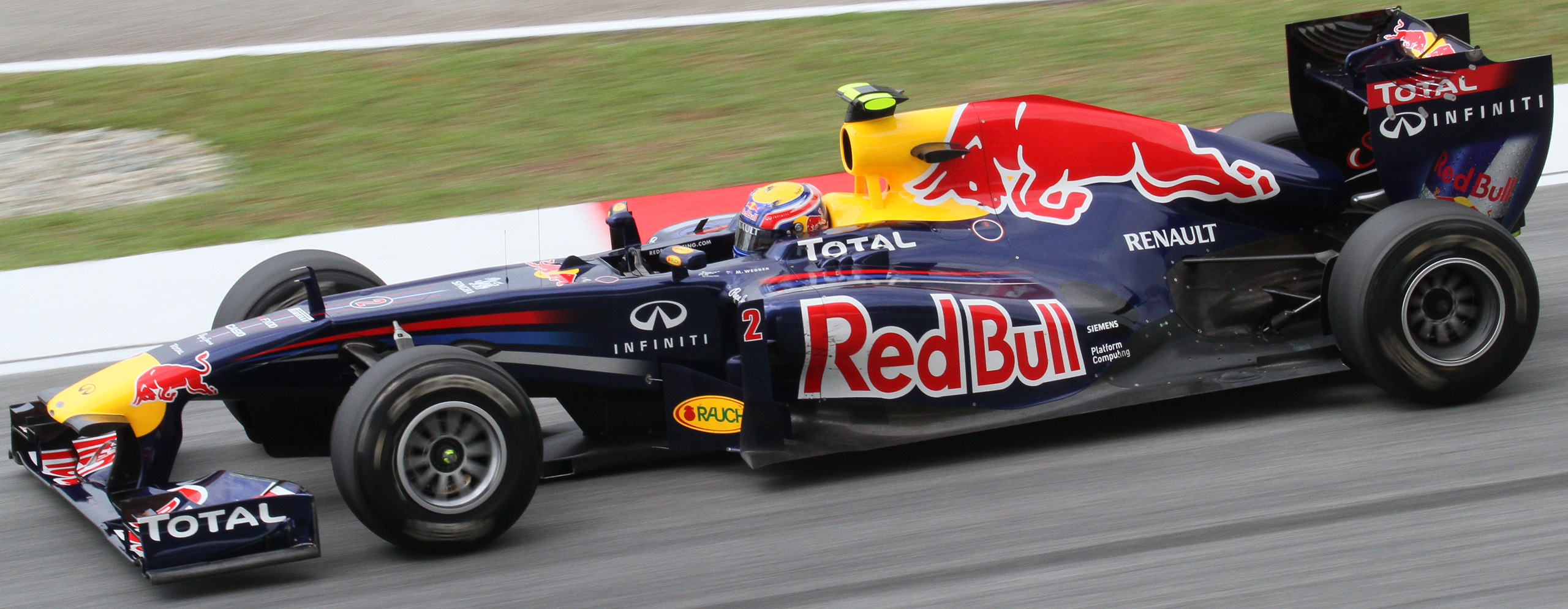
Mark Webber à Sepang en 2011.

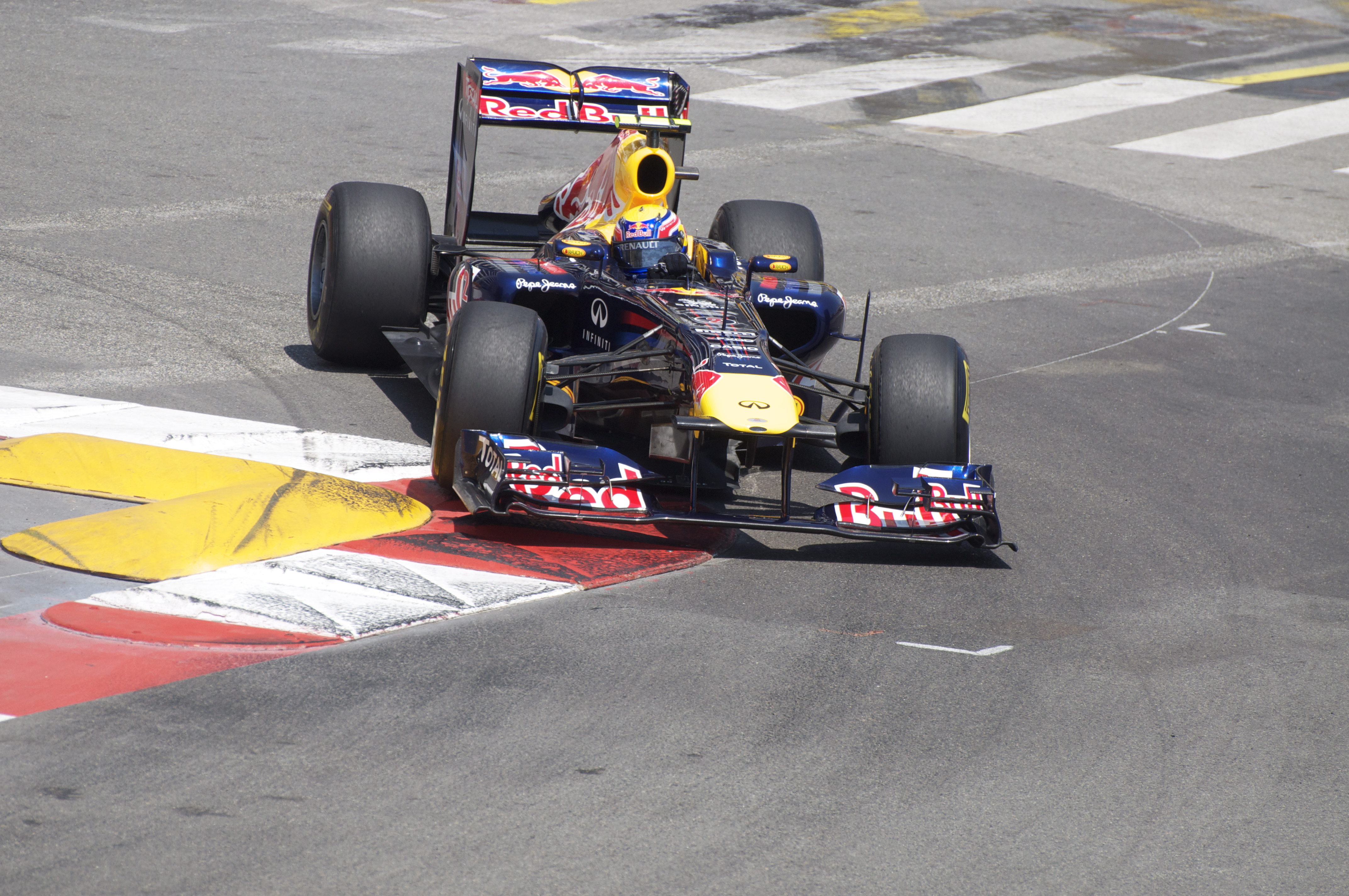
Mark Webber à Monaco en 2011.

La Red Bull RB7 de 2011 est encore plus performante et plus fiable que la RB6 cependant Sebastian Vettel est devenu l'incontestable meneur de l'équipe. Jamais cette saison il n'est menacé, ni par son équipier ni par les autres pilotes. L'Allemand remporte un deuxième titre après onze victoires en dix-neuf courses. Pour expliquer ses contreperformances, Webber évoque ses difficultés d'adaptation aux nouveaux pneus Pirelli.
Dès le Premier Grand Prix à domicile des soucis techniques le handicapent tout le weekend et il finit cinquième. Pendant toute la première partie de la saison il subit des petits dysfonctionnements mécaniques notamment au niveau du SREC d'où des départs ratés et des courses compromises dès leurs débuts. Il réalise néanmoins parfois de belles courses : dix-huitième sur la grille en Chine, il finit troisième et l'aurait sûrement emporté si la course avait duré quelques tours de plus, tant son rythme était rapide. Ce ne sont que quelques soubresauts dans un océan de places d'honneurs, loin des victoires consécutives de Vettel. À Barcelone, il réalise sa première pole position de l'année mais rate son départ et termine quatrième. Il récidive en Grande-Bretagne où cette fois, contrairement à l'année précédente, Vettel le déborde sans accroc au premier virage. Il obtient une troisième pole position en Allemagne où il aurait pu gagner sans une erreur de stratégie. Il monte sur dix podiums et n'abandonne qu'à Monza, après un accident. Deux fois second derrière Vettel, en Turquie et en Belgique, l'Australien a maille à partir avec Button, Hamilton, Alonso et Massa au volant de monoplaces inférieures à sa Red Bull. À Spa, il réussit un incroyable dépassement sur Alonso dans le Raidillon de l'Eau Rouge. Il doit attendre la dernière course, au Brésil, pour remporter sa seule victoire de l'année en dépassant son coéquipier Vettel, victime d'un problème de boîte de vitesses. Il se classe troisième place au championnat du monde 2011, comme l'année précédente, mais cette fois loin derrière son coéquipier.

#### 2012

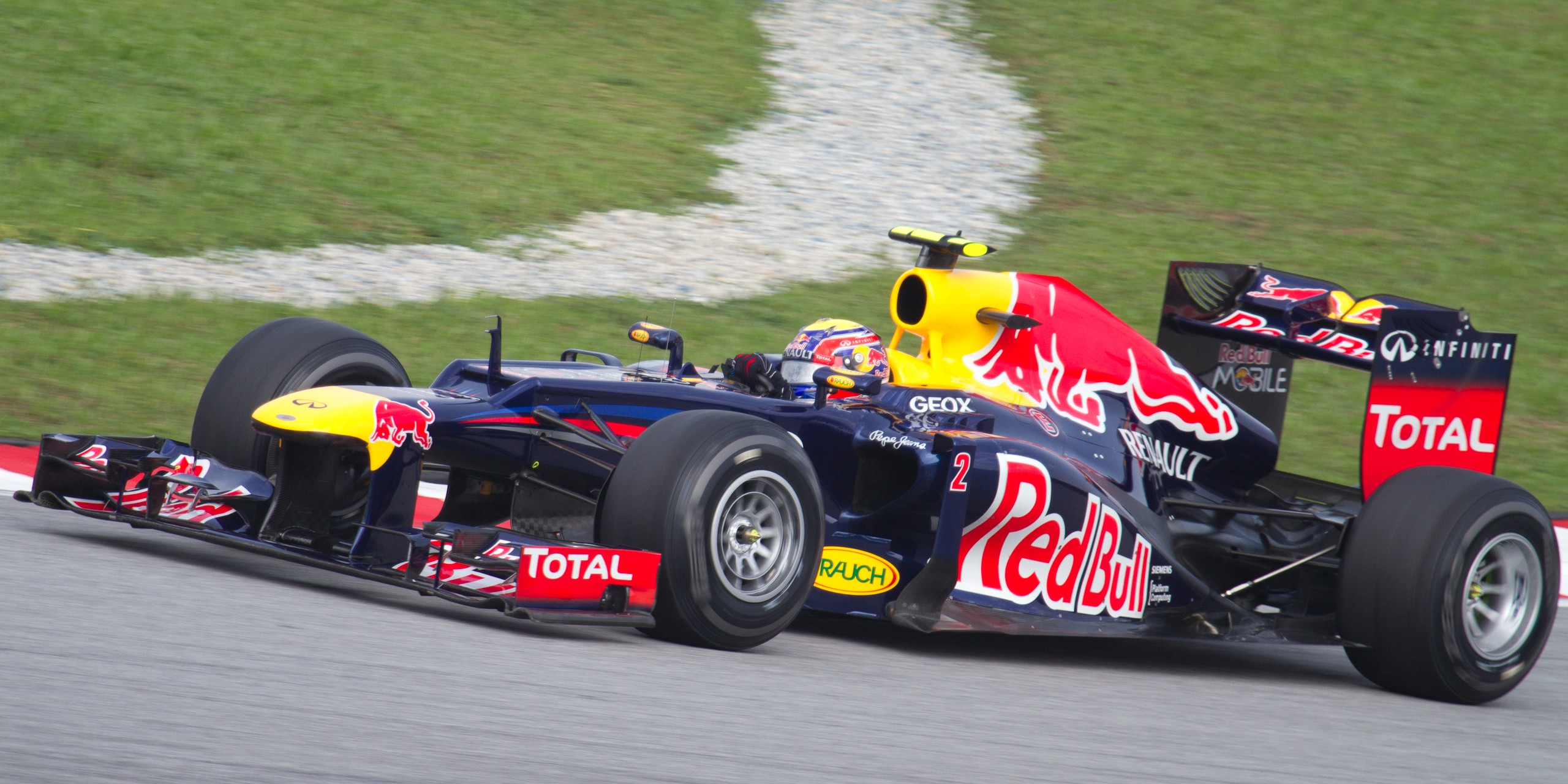
Mark Webber aux qualifications du Grand Prix de Malaisie 2012.

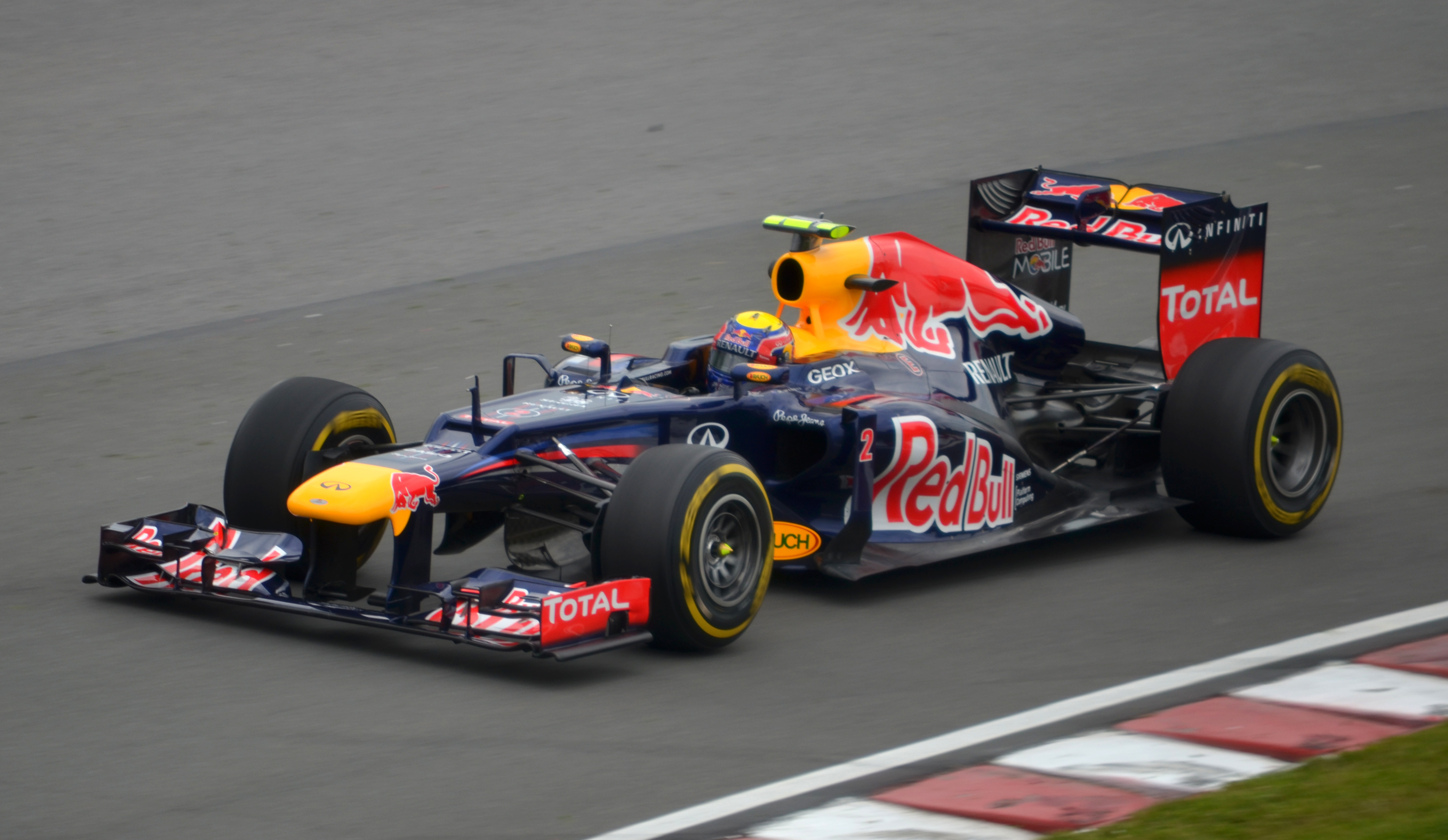
Mark Webber au Canada en 2012.

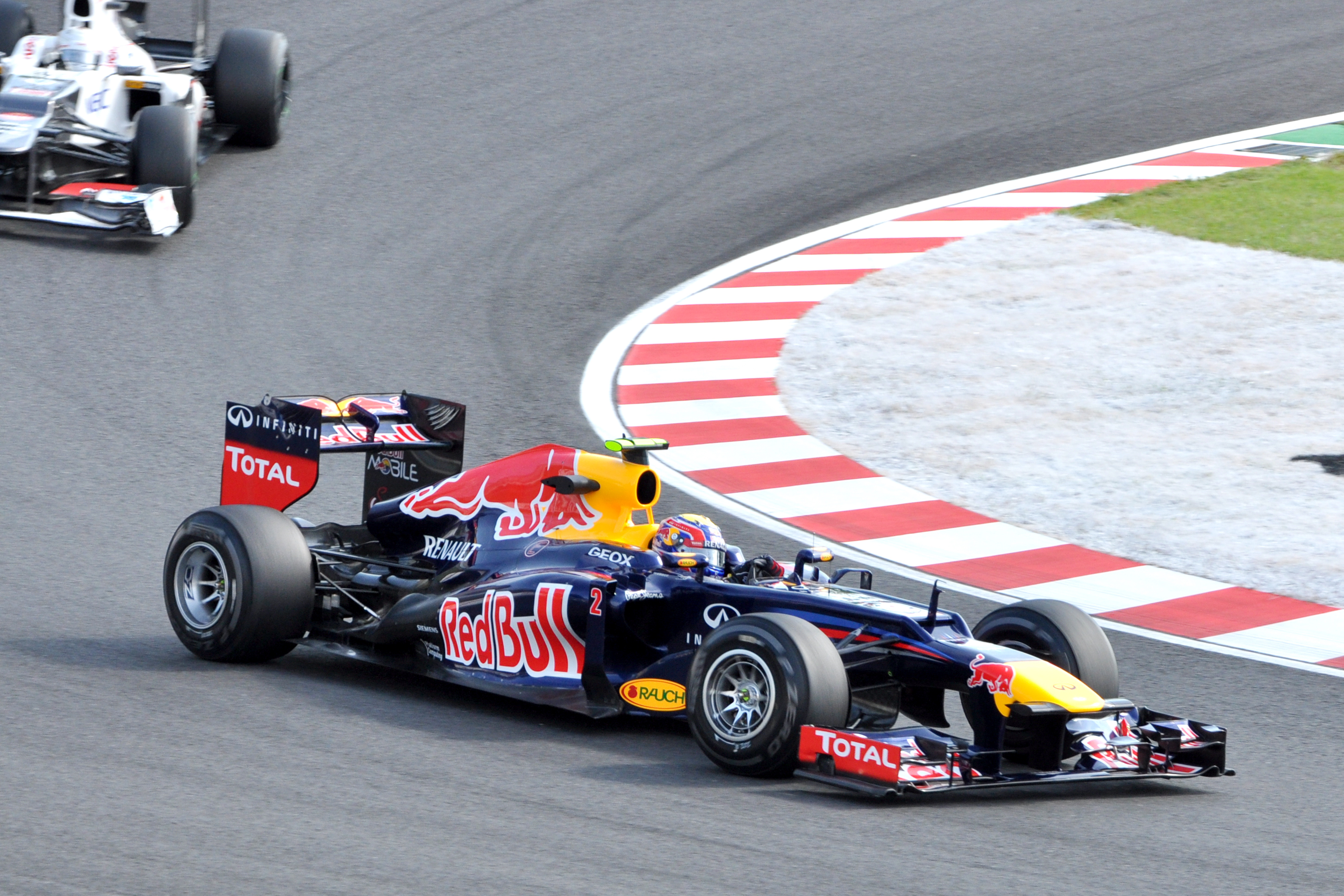
Mark Webber au Grand Prix du Japon 2012.

En 2012, la Red Bull RB8 est une des meilleures monoplaces du plateau mais n'est pas aussi hégémonique que sa devancière, la lutte pour le titre est donc à nouveau très serrée avec les Ferrari et les McLaren, comme deux années auparavant. Webber fait preuve d'une grande régularité en début de saison puisqu'il termine quatrième lors des quatre premières courses. À Sakhir, il pointe à la troisième place du championnat avec 48 points et est à cinq points de Vettel alors en tête du classement. Après une course anonyme en Espagne où il finit hors des points, il hérite de la pole position à Monaco après la rétrogradation de Michael Schumacher et remporte sa seconde victoire dans les rues de la principauté. Après un modeste Grand Prix du Canada où il ne termine que septième, il réalise une grande remontée à Valence en finissant quatrième après s'être élancé de la dix-neuvième place à cause d'un problème de DRS durant les qualifications. Deux semaines plus tard, il remporte sa seconde victoire de l'année, en Grande-Bretagne, et prend la deuxième place du championnat, à 13 points de Fernando Alonso ; sa première moitié de saison le confirme comme un candidat au titre mais il connaît ensuite deux courses décevantes en Allemagne et en Hongrie où il termine à chaque fois huitième. Au début de la pause estivale, malgré ses deux derniers résultats plutôt faibles, Webber est deuxième du championnat avec 124 points, précédant Alonso de 20 points et devançant son coéquipier Vettel de 2 points.
Il retombe ensuite dans ses travers, en s'élançant seulement douzième à Spa-Francorchamps et en finissant sixième. En Italie, l'Australien ne s'adjuge que le onzième temps et abandonne à trois tours de l'arrivée sur un problème de suspensions qui l'avait rétrogradé de la septième à la dixième place. À Singapour, il est septième sur la grille ; alors que son coéquipier remporte la course, il finit dixième et se voit pénalisé de vingt secondes pour avoir dépassé Kamui Kobayashi en sortant des limites de la piste, ce qui le rétrograde à la onzième position, hors des points. Il doit alors impérativement obtenir un résultat majeur pour rester dans la course au titre. Au Japon, il s'élance de la première ligne derrière son coéquipier mais rate son départ et voit sa course ruinée en se faisant harponner par Romain Grosjean. Il rentre alors au stand pour changer son aileron, repart dernier et parvient à marquer les deux points de la neuvième place ; ce résultat élimine ses dernières chances de titre. En Corée du Sud, il obtient la pole position mais rate encore son départ en se faisant dépasser par Vettel au premier virage ; il termine deuxième. En Inde, il doit se contenter de la troisième place après avoir été dépassé par Alonso à onze tours de l'arrivée. À Abou Dabi, il rate à nouveau son départ et pointe au cinquième rang au deuxième tour ; au trente-septième tour, il est impliqué dans un accrochage avec Grosjean et Sergio Pérez et abandonne. Aux États-Unis, il abandonne en début de course sur un problème d'alternateur. Enfin, pour le dernier Grand Prix de la saison au Brésil, il se qualifie troisième mais échoue au pied du podium.
Webber termine sixième du championnat avec 179 points, avec quatre podiums dont deux victoires et deux pole positions. Ainsi, même s'il a fait jeu égal avec Vettel en se battant pour le titre durant la première partie de la saison, il n'a pas réussi à maintenir son niveau et s'est aussi vu accablé de malchance. Annoncé sur le départ, il prolonge pour une nouvelle saison chez Red Bull.

#### 2013

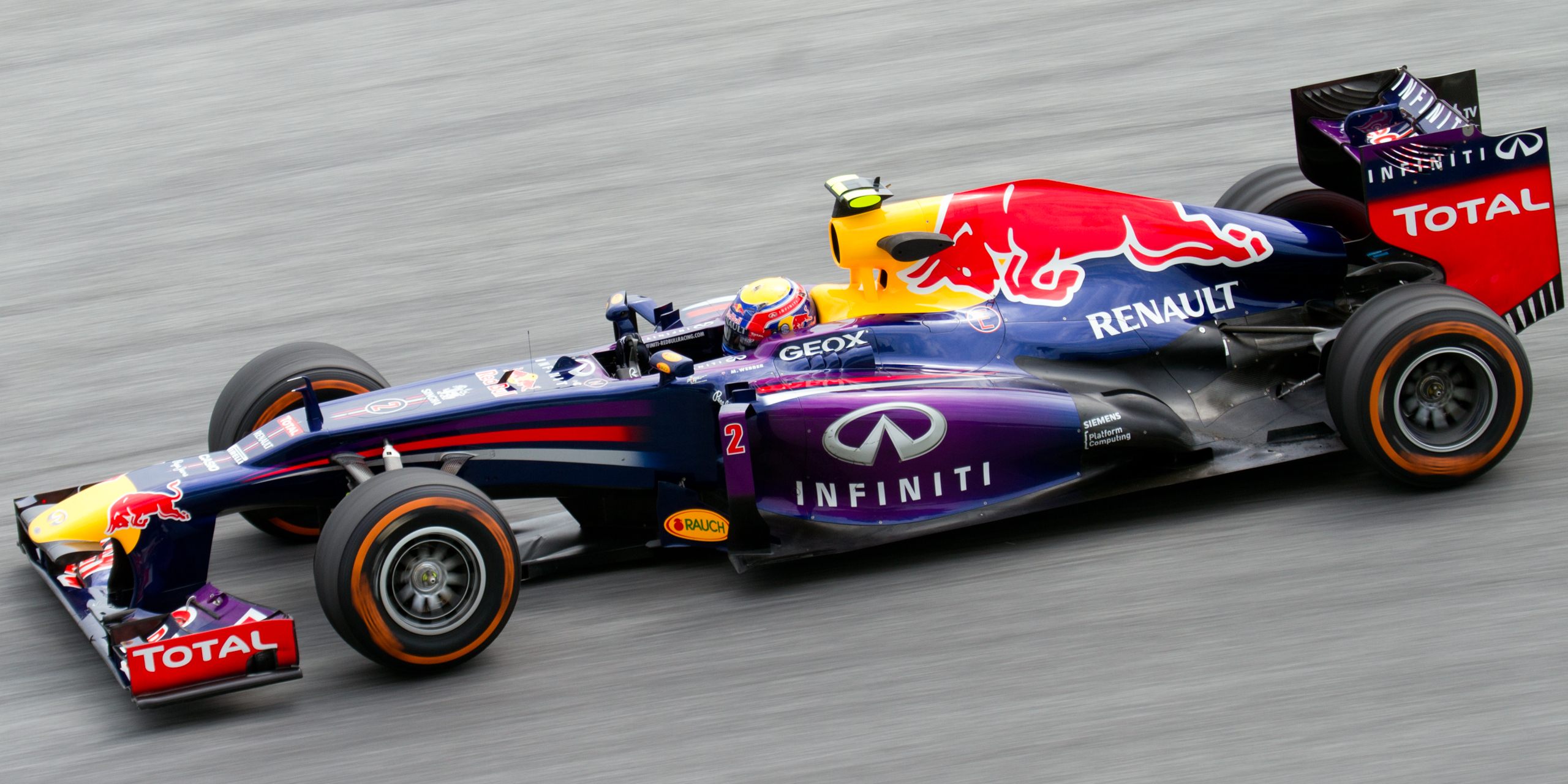
Mark Webber à Sepang en 2013.

Comme en 2011, Vettel est intouchable et Webber ne peut que se contenter des places d'honneurs. En Australie, il s'élance deuxième derrière Vettel mais rate son départ et sauve une modeste sixième place. Le Grand Prix suivant, en Malaisie, est le tournant de la saison pour Webber, et peut-être même le tournant de sa carrière. En effet, s'il ne se qualifie que cinquième, il prend un excellent départ et entame le deuxième tour juste derrière son coéquipier. À l'issue de la première vague de ravitaillement, Webber prend la tête du Grand Prix devant Vettel et contrôle la course. Red Bull donne alors l'ordre aux pilotes de figer les positions (« Multi 21 »). Or, à dix tours de l'arrivée, ignorant les consignes, Vettel attaque Webber et le dépasse, s'adjugeant une victoire très controversée. Webber et les dirigeants de Red Bull sont furieux, Webber s'adresse à Vettel avant le podium : « Multi 21 Seb, Multi 21… What part of Multi 21 don't you understand? » Cet incident est encore plus dramatique que celui intervenu en Turquie en 2010 – où l'accrochage impliquait la responsabilité des deux pilotes -, Vettel ayant ici délibérément désobéi à son équipe. Vettel ne doit désormais plus s'attendre à ce que Webber l'aide pour le championnat.
En Chine, Webber est exclu des qualifications pour non respect de l'article 6.6.2 (quantité d'essence insuffisante) après avoir réalisé le quatorzième temps. Il abandonne au quinzième tour après la perte d'une roue. À Bahreïn, il s'élance septième et finit à la même place. En Espagne, à nouveau septième sur la grille, il termine cinquième. Quatrième le samedi à Monaco, il profite de l'erreur stratégique de Mercedes pour monter sur la troisième marche du podium. Au Canada, cinquième sur la grille, il franchit la ligne en quatrième position. Encore en deuxième ligne en Grande-Bretagne, il profite de l'explosion du pneu d'Hamilton et de l'abandon de Vettel pour terminer deuxième, à sept dixièmes de seconde de Nico Rosberg, après une lutte intense avec ce dernier pour la victoire dans les derniers tours.
Le 27 juin 2013, Webber annonce qu'il quitte la Formule 1 à la fin de la saison pour rejoindre Porsche en championnat du monde d'endurance LMP1. Il ajoute que ses relations tendues avec son coéquipier et son équipe n'ont eu aucune influence sur sa décision. Troisième sur la grille au Nürburgring, il voit ses chances de podium disparaître lorsqu'il perd une roue dans la voie des stands ; il parvient toutefois à sauver les points de la septième place. Il obtient deux places d'honneur en Hongrie et en Belgique puis renoue avec le podium en finissant troisième à Monza. Il connaît ensuite deux abandons consécutifs à Singapour et en Corée du Sud, sur des casses moteurs puis réalise la pole position à Suzuka où rate son départ et termine deuxième derrière son coéquipier. Après un abandon sur un problème d'alternateur en Inde, il termine les trois dernières courses de la saison et de sa carrière sur trois podiums consécutifs, à Abou Dabi, aux États-Unis et au Brésil. Pour l'ultime Grand Prix de sa carrière à São Paulo, il effectue un tour d'honneur sans son casque après s'être classé deuxième.
Webber termine sa dernière saison de Formule 1 avec une troisième place en championnat du monde. Le bilan de sa carrière est alors de 9 victoires, 13 pole positions, 19 meilleurs tours en course et 42 podiums.

### L'endurance

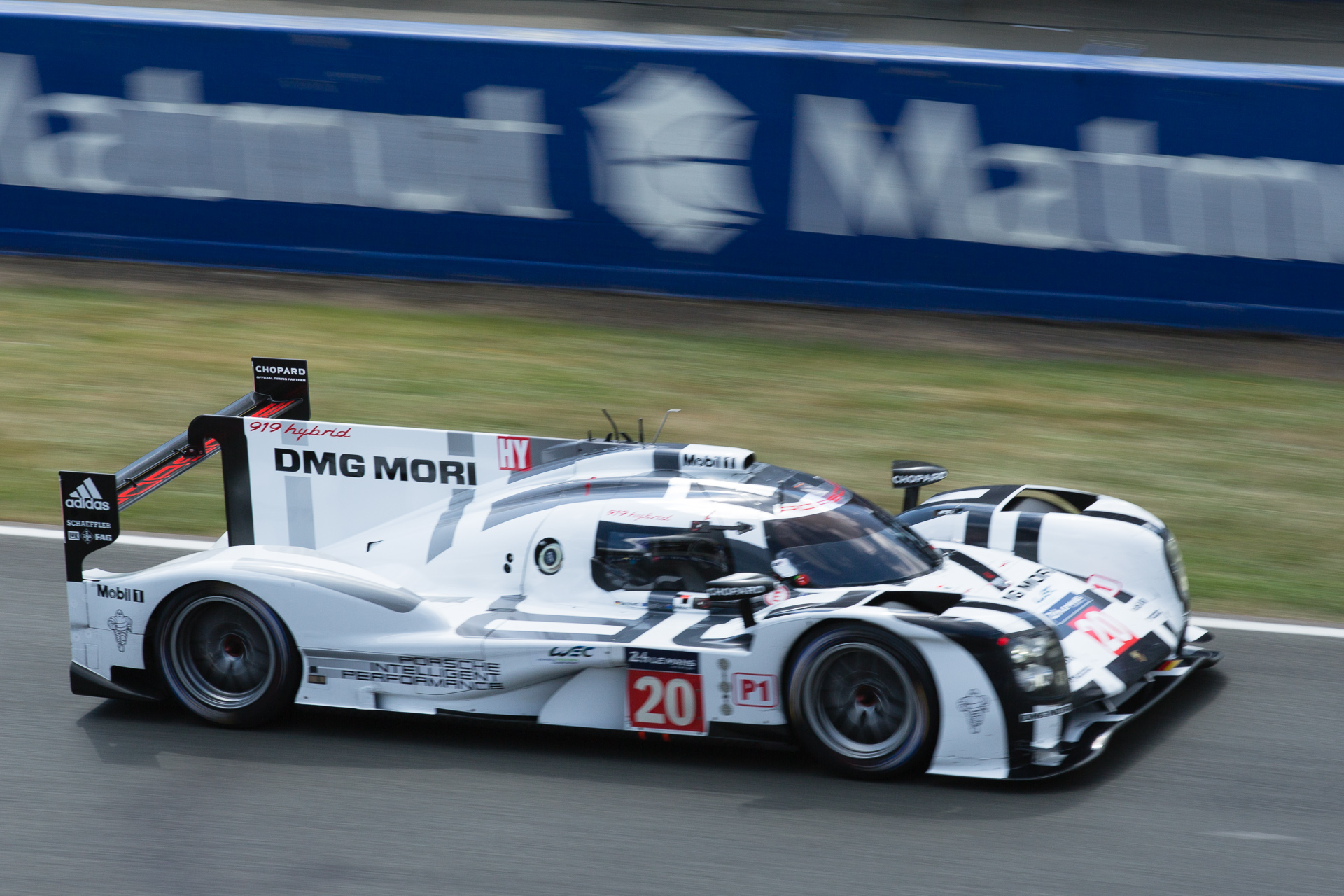
La Porsche 919 Hybrid aux 24 Heures du Mans 2014.

Mark Webber est engagé en WEC par Porsche comme pilote de la 919 Hybrid pour la saison 2014 avec Timo Bernhard et Brendon Hartley comme coéquipiers. Sa première saison se solde par trois podiums à Silverstone, Fuji et Bahreïn mais les 24 Heures du Mans se terminent cependant sur un abandon. Lors des 6 Heures de São Paulo, la Porsche no 14 remporte la course tandis que Webber, victime d'un violent accident en s'accrochant avec l'Italien Matteo Cressoni, est conduit à l'hôpital,. Il termine neuvième de cette première saison en endurance.
Pour sa deuxième saison, en 2015, Webber, toujours épaulé par Timo Bernhard et Brendon Hartley, terminent second des 24 Heures du Mans derrière la voiture no 19 de Nico Hülkenberg, Earl Bamber et Nick Tandy. À partir du Nürburgring, ils gagnent quatre courses consécutives sur les cinq dernières et remportent le titre mondial d'endurance ainsi que le titre constructeur pour Porsche.
Pour sa troisième saison, en 2016, Brendon Hartley percute la Porsche 911 RSR du Gulf Racing lors de la manche inaugurale à Silverstone ; ils ne peuvent pas terminer la course. Lors des 24 Heures du Mans 2016, leur voiture est retenue au box pendant un long moment ; ils se classent treizièmes. Ils gagnent les 6 Heures du Nürburgring, l'épreuve de Mexico, du circuit des Amériques et de Shanghai et terminent quatrième du championnat du monde.
En fin d'année, Webber annonce sa retraite du sport automobile. Il est choisi comme Grand Marshall pour les 24 Heures du Mans 2017.

## Résultats en championnat du monde de Formule 1
| Saison | Écurie                   | Châssis       | Moteur            | Pneus       | GP disputés | Victoires | Pole positions | Records du tour | Podiums | Dans les points | Abandons | Points inscrits | Classement |
| ------ | ------------------------ | ------------- | ----------------- | ----------- | ----------- | --------- | -------------- | --------------- | ------- | --------------- | -------- | --------------- | ---------- |
| 2002   | KL Minardi Asiatech      | Minardi PS02  | Asiatech V10      | Michelin    | 16          | 0         | 0              | 0               | 0       | 1               | 6        | 2               | 16e        |
| 2003   | Jaguar Racing            | Jaguar R4     | Ford Cosworth V10 | Michelin    | 16          | 0         | 0              | 0               | 0       | 7               | 7        | 17              | 12e        |
| 2004   | Jaguar Racing            | Jaguar R5     | Ford Cosworth V10 | Michelin    | 18          | 0         | 0              | 0               | 0       | 4               | 8        | 7               | 13e        |
| 2005   | BMW Williams F1 Team     | Williams FW27 | BMW V10           | Michelin    | 18          | 0         | 0              | 0               | 1       | 10              | 3        | 36              | 10e        |
| 2006   | Williams F1 Team         | Williams FW28 | Cosworth V8       | Bridgestone | 18          | 0         | 0              | 0               | 0       | 3               | 11       | 7               | 14e        |
| 2007   | Red Bull Racing          | Red Bull RB3  | Renault V8        | Bridgestone | 17          | 0         | 0              | 0               | 1       | 3               | 7        | 10              | 12e        |
| 2008   | Red Bull Racing          | Red Bull RB4  | Renault V8        | Bridgestone | 18          | 0         | 0              | 0               | 0       | 9               | 3        | 21              | 11e        |
| 2009   | Red Bull Racing          | Red Bull RB5  | Renault V8        | Bridgestone | 17          | 2         | 1              | 3               | 8       | 10              | 2        | 69,5            | 4e         |
| 2010   | Red Bull Racing          | Red Bull RB6  | Renault V8        | Bridgestone | 19          | 4         | 5              | 3               | 10      | 17              | 2        | 242             | 3e         |
| 2011   | Red Bull Racing          | Red Bull RB7  | Renault V8        | Pirelli     | 19          | 1         | 3              | 7               | 10      | 18              | 1        | 258             | 3e         |
| 2012   | Red Bull Racing          | Red Bull RB8  | Renault V8        | Pirelli     | 20          | 2         | 2              | 1               | 4       | 15              | 3        | 179             | 6e         |
| 2013   | Infiniti Red Bull Racing | Red Bull RB9  | Renault V8        | Pirelli     | 19          | 0         | 2              | 5               | 8       | 15              | 4        | 199             | 3e         |

| 2002          | KL Minardi Asiatech      | Minardi PS02  | Asiatech V10 AT02      | M | AUS 5e   | MAL Abd. | BRE 11e  | SMR 11e  | ESP Np.  | AUT 12e  | MON 11e  | CAN 11e  | EUR 15e  | GBR Abd. | FRA 8e   | ALL Abd. | HON 16e  | BEL Abd. | ITA Abd. | USA Abd. | JAP 10e  |          |          |        | 16e | 2    |
| 2003          | Jaguar Racing            | Jaguar R4     | Ford-Cosworth V10 CR-5 | M | AUS Abd. | MAL Abd. | BRE 9e   | SMR Abd. | ESP 7e   | AUT 7e   | MON Abd. | CAN 7e   | EUR 6e   | FRA 6e   | GBR 14e  | ALL 11e  | HON 6e   | ITA 7e   | USA Abd. | JAP 11e  |          |          |          |        | 12e | 17   |
| 2004          | Jaguar Racing            | Jaguar R5     | Ford-Cosworth V10 CR-6 | M | AUS Abd. | MAL Abd. | BHR 7e   | SMR 13e  | ESP 12e  | MON Abd. | EUR 7e   | CAN Abd. | USA Abd. | FRA 9e   | GBR 8e   | ALL 6e   | HON 10e  | BEL Abd. | ITA 9e   | CHI 10e  | JAP Abd. | BRE Abd. |          |        | 13e | 7    |
| 2005          | BMW Williams F1 Team     | Williams FW27 | BMW V10 P84-5          | M | AUS 5e   | MAL Abd. | BHR 6e   | SMR 7e   | ESP 6e   | MON 3e   | EUR Abd. | CAN 5e   | USA Np.  | FRA 12e  | GBR 11e  | ALL Nc.  | HON 7e   | TUR Abd. | ITA 14e  | BEL 4e   | BRE Nc.  | JAP 4e   | CHI 7e   |        | 10e | 36   |
| 2006          | Williams F1 Team         | Williams FW26 | Cosworth V8 CA2006     | B | TUR 6e   | MAL Abd. | AUS Abd. | SMR 6e   | EUR Abd. | ESP 9e   | MON Abd. | GBR Abd. | CAN 12e  | USA Abd. | FRA Abd. | ALL Abd. | HON Abd. | TUR 10e  | ITA 10e  | CHI 8e   | JAP Abd. | BRÉ Abd. |          |        | 14e | 7    |
| 2007          | Red Bull Racing          | Red Bull RB3  | Renault V8 RS27        | B | AUS 13e  | MAL 10e  | BAH Abd. | ESP Abd. | MON Abd. | CAN 9e   | USA 7e   | FRA 12e  | GBR Abd. | EUR 3e   | HON 9e   | TUR Abd. | ITA 9e   | BEL 7e   | JAP Abd. | CHI 10e  | BRÉ Abd. |          |          |        | 12e | 10   |
| 2008          | Red Bull Racing          | Red Bull RB4  | Renault V8 RS27        | B | AUS Abd. | MAL 7e   | BAH 7e   | ESP 5e   | TUR 7e   | MON 4e   | CAN 12e  | FRA 6e   | GBR 10e  | ALL Abd. | HON 9e   | EUR 12e  | BEL 8e   | ITA 8e   | SIN Abd. | JAP 8e   | CHI 14e  | BRÉ 9e   |          |        | 11e | 21   |
| 2009          | Red Bull Racing          | Red Bull RB5  | Renault V8 RS27        | B | AUS 12e  | MAL 6e   | CHN 2e   | BAH 11e  | ESP 3e   | MON 5e   | TUR 2e   | GBR 2e   | ALL 1er  | HON 3e   | EUR 9e   | BEL 9e   | ITA Abd. | SIN Abd. | JAP 17e  | BRE 1er  | ABU 2e   |          |          |        | 4e  | 69,5 |
| 2010          | Red Bull Racing          | Red Bull RB6  | Renault V8 RS27-2010   | B | BAH 8e   | AUS 9e   | MAL 2e   | CHN 8e   | ESP 1er  | MON 1er  | TUR 3e   | CAN 5e   | EUR Abd. | GBR 1er  | ALL 6e   | HON 1er  | BEL 2e   | ITA 6e   | SIN 3e   | JAP 2e   | COR Abd. | BRE 2e   | ABU 8e   |        | 3e  | 242  |
| 2011          | Red Bull Racing          | Red Bull RB7  | Renault V8 RS27-2011   | P | AUS 5e   | MAL 4e   | CHN 3e   | TUR 2e   | ESP 4e   | MON 4e   | CAN 3e   | EUR 3e   | GBR 3e   | ALL 3e   | HON 5e   | BEL 2e   | ITA Abd. | SIN 3e   | JAP 4e   | COR 3e   | IND 4e   | ABU 4e   | BRE 1er  |        | 3e  | 258  |
| 2012          | Red Bull Racing          | Red Bull RB8  | Renault V8 RS27-2012   | P | AUS 4e   | MAL 4e   | CHN 4e   | BAH 4e   | ESP 11e  | MON 1er  | CAN 7e   | EUR 4e   | GBR 1er  | ALL 8e   | HON 8e   | BEL 6e   | ITA 20e* | SIN 11e  | JAP 9e   | COR 2e   | IND 3e   | ABU Abd. | USA Abd. | BRE 4e | 6e  | 179  |
| 2013          | Infiniti Red Bull Racing | Red Bull RB9  | Renault V8 RS27-2013   | P | AUS 6e   | MAL 2e   | CHN Abd. | BAH 7e   | ESP 5e   | MON 3e   | CAN 4e   | GBR 2e   | ALL 7e   | HON 4e   | BEL 5e   | ITA 3e   | SIN 15e* | COR Abd. | JAP 2e   | IND Abd. | ABU 2e   | USA 3e   | BRE 2e   |        | 3e  | 199  |
| Légende : ici |                          |               |                        |   |          |          |          |          |          |          |          |          |          |          |          |          |          |          |          |          |          |          |          |        |     |      |

### Victoires en championnat du monde de Formule 1
| no | Année | Manche | Date             | Grand Prix      | Circuit     | Position départ | Écurie           | Voiture | Résumé |
| -- | ----- | ------ | ---------------- | --------------- | ----------- | --------------- | ---------------- | ------- | ------ |
| 1  | 2009  | 9/17   | 12 juillet 2009  | Allemagne       | Nürburgring | Pole position   | Red Bull-Renault | RB5     | Résumé |
| 2  | 2009  | 16/17  | 18 octobre 2009  | Brésil          | Interlagos  | 2e              | Red Bull-Renault | RB5     | Résumé |
| 3  | 2010  | 5/19   | 9 mai 2010       | Espagne         | Barcelone   | Pole position   | Red Bull-Renault | RB6     | Résumé |
| 4  | 2010  | 6/19   | 16 mai 2010      | Monaco          | Monaco      | Pole position   | Red Bull-Renault | RB6     | Résumé |
| 5  | 2010  | 10/19  | 11 juillet 2010  | Grande-Bretagne | Silverstone | 2e              | Red Bull-Renault | RB6     | Résumé |
| 6  | 2010  | 12/19  | 1er août 2010    | Hongrie         | Hungaroring | 2e              | Red Bull-Renault | RB6     | Résumé |
| 7  | 2011  | 19/19  | 27 novembre 2011 | Brésil          | Interlagos  | 2e              | Red Bull-Renault | RB7     | Résumé |
| 8  | 2012  | 6/20   | 27 mai 2012      | Monaco          | Monaco      | Pole position   | Red Bull-Renault | RB8     | Résumé |
| 9  | 2012  | 9/20   | 8 juillet 2012   | Grande-Bretagne | Silverstone | 2e              | Red Bull-Renault | RB8     | Résumé |

## Résultats aux 24 Heures du Mans
| Année | no | Équipe       | Voiture              | Moteur                       | Catégorie | Équipiers                       | Résultat                 |
| ----- | -- | ------------ | -------------------- | ---------------------------- | --------- | ------------------------------- | ------------------------ |
| 1998  | 35 | AMG-Mercedes | Mercedes-Benz CLK LM | Mercedes-Benz M119 5,0L V8   | GT1       | Klaus Ludwig Bernd Schneider    | Abandon                  |
| 1999  | 4  | AMG-Mercedes | Mercedes-Benz CLR    | Mercedes-Benz GT108C 5,7L V8 | LMGTP     | Jean-Marc Gounon Marcel Tiemann | Forfait après le warm-up |
| 2014  | 20 | Porsche Team | Porsche 919 Hybrid   | Porsche 2,0L V4              | LMP1      | Timo Bernhard Brendon Hartley   | Abandon                  |
| 2015  | 17 | Porsche Team | Porsche 919 Hybrid   | Porsche 2,0L V4              | LMP1      | Timo Bernhard Brendon Hartley   | 2e                       |
| 2016  | 1  | Porsche Team | Porsche 919 Hybrid   | Porsche 2,0L V4              | LMP1      | Timo Bernhard Brendon Hartley   | 13e                      |